# За изгибом
«За изгибом» (англ. Behind the Curve) — документальный фильм 2018 года о сторонниках теории плоской Земли в США. Фильм снят Дэниелом Дж. Кларком. Вышел в прокат в США 15 ноября 2018 года, в широкий прокат на Netflix — в феврале 2019 года.
Фильм подробно описывает идеи плоской Земли с разных точек зрения, включая взгляды выдающихся сторонников теории плоской Земли Марка Сарджента и Патрисии Стир, а также психологов и астрофизиков, включая учёных из Калифорнийского университета в Лос-Анджелесе и Калифорнийского технологического института, которые пытаются объяснить эту растущую моду. В фильме представлены фрагменты с Международной конференции по плоской Земле 2017 года, которая прошла в Северной Каролине, США.

## Содержание
Behind the Curve фокусируется на стороннике теории плоской Земли Марке Сардженте и его жизни в качестве активного члена сообщества сторонников теории плоской Земли. Сарджент обсуждает свою интерпретацию теории плоской Земли и свою роль в качестве её сторонника, а также свою серию видеороликов и подкастов на YouTube. Также в фильме Сарджент посещает различные собрания сторонников теории плоской Земли. Среди других сторонников теории плоской Земли — Патрисия Стир, создатель подкаста Flat Earth and Other Hot Potatoes, а также Джеран Кампанелла и Боб Кнодель, создатели канала GlobeBusters на YouTube.
Представители научного сообщества, включая астронавта Скотта Келли, дают интервью о своих взглядах на теорию заговора о плоской Земле, а также обсуждают текущие научные взгляды на теории заговора и возможные последствия отсутствия критического мышления в обществе.
В фильме сторонники теории плоской Земли проводят эксперименты, чтобы проверить гипотезу, что Земля плоская. Результаты этих экспериментов подтверждают, что Земля является шаром, и поэтому отвергаются. В фильме также рассказывается о нескольких конференциях и встречах, в которых принимают участие герои фильма, в том числе о Международной конференции по плоской Земле 2017 года, которая прошла в Роли, Северная Каролина.
Профессор психиатрии Джо Пьер предлагает в качестве объяснений веры в плоскую Землю: эффект Даннинга — Крюгера (явление, при котором невежество в определённой области делает людей неспособными признать собственное невежество или отсутствие способностей в этой области); непонимание простых наблюдений; псевдонаучные практики, которые не в состоянии отделить надёжные выводы от ненадёжных; и прогрессирующее отклонение от реальности, которое начинается с убеждения, что традиционным источникам информации и властям доверять нельзя.
Научные эксперты в фильме «За изгибом» указали на предвзятость подтверждения как на способ поддержания контрфактуальной веры, в рамках которого отбираются только подтверждающие доказательства, а любые опровергающие доказательства отвергаются как связанные с предполагаемым мировым заговором.
Сторонники идеи плоской Земли склонны не доверять наблюдениям, которые не сделали сами. Патрисия Стир в фильме «За изгибом» призналась, что не поверила бы в реальность такого события, как взрывы на Бостонском марафоне, если бы ей самой не оторвало ногу. К числу представлений показанных в фильме сторонников плоской Земли принадлежат также вера в теории заговора о вакцинах, генетически модифицированных организмах, химтрейлах, 11 сентября и трансгендерах; идеи, что динозавры и эволюция — фальшивка, а гелиоцентризм — это форма поклонения Солнцу.
Одни сторонники теории плоской Земли могут проявлять недоверие к другим, утверждая, что они могут быть в сговоре с приверженцами теории шарообразной Земли. В фильме «За изгибом» участников конференции предупредили, что это мероприятие может посетить Мэт Пауэрленд, также известный как Мэтт Бойлан, опубликовавший видео, в которых утверждалось, что другие сторонники работают на ЦРУ или «Warner Brothers».
Создатели фильма посетили конференцию по плоской Земле, на которой значительное количество плоскоземельщиков утверждало, что Земля — бесконечная плоскость, предположительно с большим количеством континентов за пределами круглой ледяной стены Антарктиды.
Режиссёр, отвечая на вопрос, какие уроки можно извлечь из фильма, сказал: «Я хотел бы, чтобы люди, посмотрев его, сравнили теорию плоской Земли с тем, во что они верят, потому что очень легко демонизировать другую группу или другого человека за то, во что они думают, но вы в каком-то смысле виновны, если делаете это».

## Выпуск
Фильм впервые был показан на канадском международном фестивале документального кино «Hot Docs» в Торонто, 30 апреля 2018 года. Позднее демонстрировался на различных кинофестивалях.

## Восприятие
Фильм получил положительные отзывы критиков. На агрегаторе рецензий Rotten Tomatoes фильм имеет рейтинг одобрения 91% на основе одиннадцати рецензий со средней оценкой 7,30/10.
В рецензиях фильм описывается как «уморительный, информативный, но давящий» и «сопереживающий», а несколько комментаторов хвалят его «гуманистический взгляд на одних из самых высмеиваемых людей в Америке».
После выхода фильма Сарджент и Стир заявили, что их фан-база значительно выросла.